# Takuya Kai
Takuya Kai (甲斐 拓也, Kai Takuya, Ōita, 5 de novembro de 1992) é um jogador de beisebol japonês, que joga na posição de receptor (catcher).

## Carreira
Kai compôs o elenco da Seleção Japonesa de Beisebol nos Jogos Olímpicos de Verão de 2020 em Tóquio, onde conquistou a medalha de ouro após derrotar a equipe dos Estados Unidos na final da competição por 2–0.